# Deoteria
Deoteria (ou Deuterie) est une reine des Francs (v. 533 à 536) de par son deuxième mariage avec Thibert Ier, roi de Reims et d’Austrasie. Elle succède à ce titre à Radegonde, épouse de Clotaire Ier, et y précède Wisigarde, seconde épouse de Thibert Ier.

## Biographie
Originaire de Béziers, issue d'une grande famille aristocratique gallo-romaine, Deoteria est probablement apparentée à Sidoine Apollinaire, saint Avit et à l'empereur Avitus. Elle a d’abord vécu (avant 533) en Septimanie (aujourd’hui correspondant approximativement à la région du Languedoc-Roussillon en France) qui était alors une possession wisigothique. Elle y avait un mari et une fille, Adia.

Le royaume des Francs en 548 à la mort de Thibert Ier.

### Reine des Francs

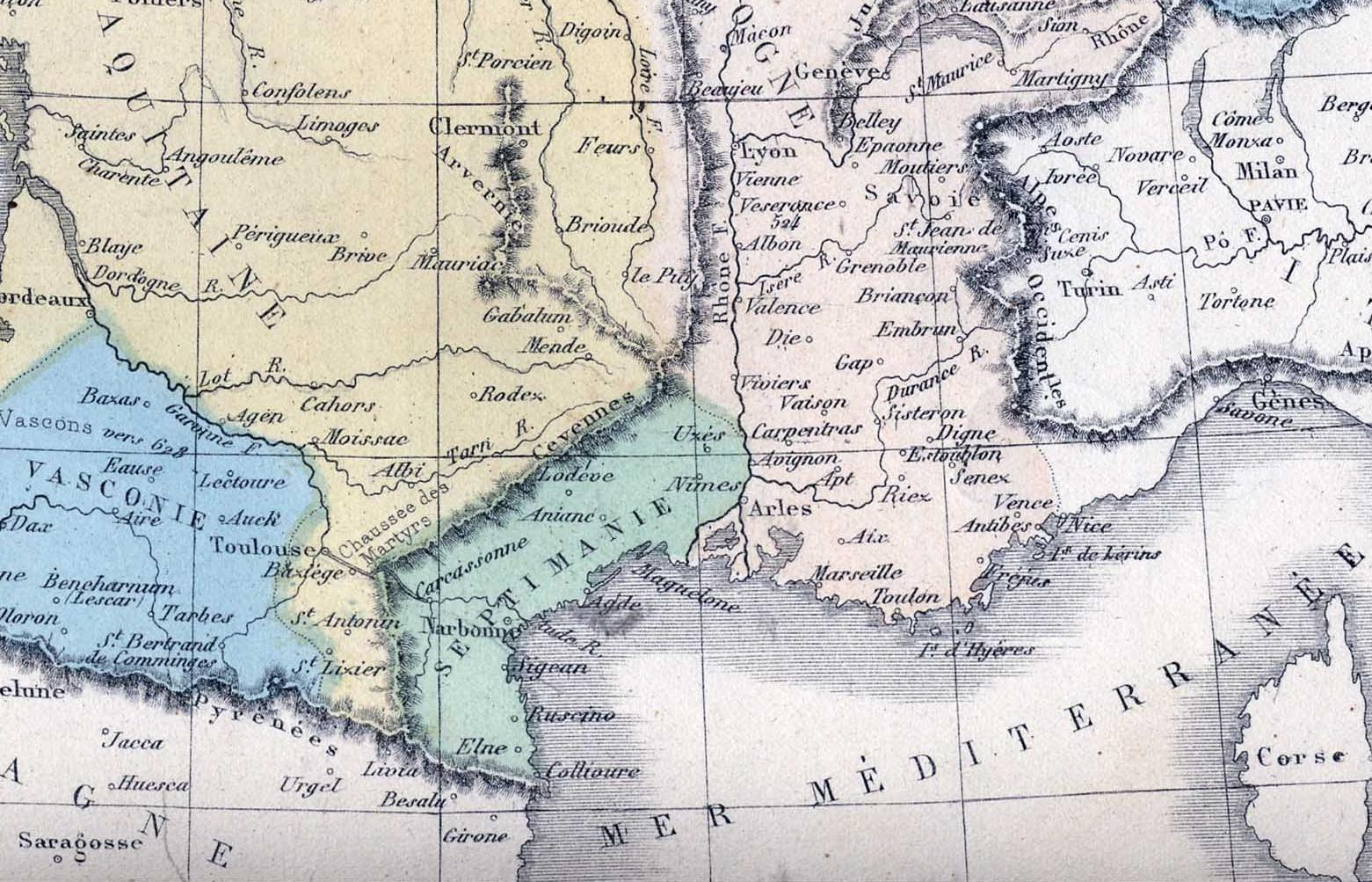
La Septimanie en 752.

Afin de conquérir la région de la Septimanie, Thibert Ier y mena une campagne militaire en 533. Il s’empara d’abord des cités de Dio-et-Valquières (Hérault), de Lodève, puis de Béziers, avant d’envoyer un lieutenant vers Cabrières pour réclamer la capitulation du peuple local. Pour éviter un conflit avec les guerriers francs, Deoteria remettra alors une missive au messager autrasien, envoyé de Thibert, et dont le contenu fut rapporté par l’historien Grégoire de Tours : « Très bon seigneur, nul ne peut vous résister. Nous vous reconnaissons comme notre noble maître. ». Cette missive amènera Thibert à Cabrières pour y rencontrer Deoteria dont il s’éprendra.
Thibert doit cependant quitter précipitamment la Septimanie pour retourner en Austrasie afin d’assister à la mort de son père agonisant, Thierry Ier (534), et pour s’assurer le titre de successeur, c'est-à-dire de roi d’Austrasie, face à ses rivaux, ses oncles Clotaire Ier et Childebert Ier. Lorsqu'il obtint son titre de roi, bien que Deoteria fût déjà mariée, Thibert la fit venir en Austrasie où il la prit comme concubine officielle. Deoteria laissa son mari derrière elle, mais sa fille, Adia, la suivit. Ils se marièrent (v. 533-534) alors que Thibert était pourtant déjà fiancé à Wisigarde (Wisigardis), la fille du roi des Lombards Waccho.
Vers 535-536, Deoteria mettra au monde un fils, Thibaut Ier (aussi appelé Thibaut ou Thibaud), héritier de Thibert Ier. Elle lui donnera aussi une fille[réf. nécessaire], Berthovère.